# Aeolus Ridge
Aeolus Ridge ist ein von Nordosten nach Südwesten ausgerichteter Gebirgskamm von bis zu 1300 m Höhe am Südende der Planet Heights im Osten der Alexander-I.-Insel vor der Westküste der Antarktischen Halbinsel.
Das UK Antarctic Place-Names Committee benannte ihn nach Aeolus, dem Gott des Windes aus der griechischen Mythologie, in Reminiszenz an die hier vorherrschenden Wetterbedingungen.